# El premio mayor
El premio mayor (lit. O Prêmio Maior) é uma telenovela mexicana produzida por Emilio Larrosa para a Televisa e exibida pelo Las Estrellas entre 4 de setembro de 1995 e 24 de maio de 1996, substituindo Bajo un mismo rostro e sendo substituída por La sombra del otro.
A trama ganhou uma sequência no ano seguinte, intitulada de Salud, dinero y amor.
A trama foi protagonizada por Laura León, Carlos Bonavides, Sergio Goyri e Sasha Sokol, com atuação antagônica de Lorena Herrera, Claudio Báez, Rodrigo Vidal e Martha Julia.

## Exibição
Inicialmente era exibida às 18h30, porém a partir de 2 de outubro de 1995 foi transferida para as 19h. E foi novamente transferida para as 20h a partir de 25 de março de 1996.
Foi reprisada pelo TLNovelas entre 19 de outubro de 2009 e 9 de julho de 2010, substituindo Amarte es mi pecado e sendo substituída por Salud, dinero y amor.
Foi novamente reprisada pelo TLNovelas de 18 de novembro de 2019 a 17 de abril de 2020, substituindo Zacatillo e sendo substituída por Mi marido tiene familia.

## Enredo
Huicho (Carlos Bonavides) é um pedreiro de classe média, inculto, machista e mulherengo que acaba ganhando o prêmio maior da Loteria Nacional. Quando a riqueza lhe sobe à cabeça, ele começa a comprar objetos de luxo e ostentação, o que o torna louco. De alguma maneira, ele precisa encontrar uma saída entre o dinheiro e, com ele, as mulheres interesseiras e o amor de sua esposa, Rebeca (Laura León).
Junto a eles está Rosário (Sasha Sokol), uma garota boa e nobre que foi adotada por Rebeca e Huicho. Ela recebe humilhações e maus-tratos de seus meio-irmãos e do próprio Huicho. No entanto, Rebecca é boa e doce com ela ao ponto de considerar sua própria filha. Rosario tem um namorado, Diego (Rodrigo Vidal), que parece ser o homem ideal e a ama  também, mas acaba se tornando seu carrasco quando seu chefe, Jorge (Sergio Goyri) um jornalista infeliz na vida, se apaixona por ela por acaso.
O novo rico Huicho começar a usar o seu dinheiro para atrair as mulheres e ter aventuras com o apoio de seu filho mais velho, Luis Gerardo (Sergio Sendel), que sempre foi interessado em Rosário e se torna um obstáculo para romance entre ela e Jorge, que tem dois irmãos, Lorenzo (Marcelo Buquet) e Sérgio (Claudio Báez): o primeiro é bom, nobre e suporta a relação de Rosário e seu irmão, enquanto o segundo é mau, com ciúmes de Lorenzo e junto com sua irmã e amante Antônia (Lorena Herrera) e sua filha sensual e rebelde Déborah (Sussan Taunton) têm sido responsáveis por inúmeros crimes, incluindo que Jorge perdeu sua família.
Os problemas surgem quando as aventuras de Huicho começam a vir à luz, principalmente com a sensual e interesseira Consuelo (Martha Julia), Lorenzo começa a sentir algo mais do que amizade por Rebecca, Luis Gerardo leva a limitar o seu desejo de Rosario, que quer saber mais sobre o seu passado, o que é zelosamente protegido por Cristina (Luz María Jerez) e Patricia (Gabriela Araujo), as primas misteriosas de Rebecca. Antonia encontra seu antigo ex-enteado Gabriel (Hector Suarez Gomis), que ela suspeita é Florença, a ex-viúva de seu pai, que é o principal suspeito pelo assassinato deste, e também ama Rosário.

## Elenco
- Carlos Bonavides - Luis "Huicho" Domínguez
- Laura León - Rebeca Molina de Domínguez
- Sergio Goyri - Jorge Domensain
- Sasha Sokol - Rosario "Charo" Domínguez
- Lorena Herrera - Antonia Fernández[nota 1]
- Claudio Báez - Sergio Domensain
- Luz María Jerez - Cristina Molina
- Sergio Sendel - Luis Gerardo "Gerry" Domínguez
- Rodrigo Vidal - Diego Rodríguez
- José Ángel García - Esteban Mirelez
- Marcelo Buquet - Lorenzo Domensain
- Martha Julia - Consuelo Flores
- Elsa Navarrete - Concepción "Conchita" Domínguez
- Mónica Dossetti - Karla Greta Reyes Retana y de las Altas Torres
- Héctor Suárez Gomis - Gabriel Robledo
- Gabriela Araujo - Patricia Molina
- Leonor Llausás - Doña Anita López de Domínguez
- Yaxkin Santalucía - José "Pepe" Domínguez
- Diego Luna - Enrique "Quique" Domínguez
- Sussan Taunton - Déborah Domensain
- Irina Areu - Tracy Smith
- Magdalena Cabrera - Fulgencia Pérez
- Yolanda Ciani - Gladis
- Roberto Tello - El Carnicero / Ángel Gómez
- Sergio DeFassio - Cosme Gutiérrez / Demetrio Iregaray de Fuentes y Mares
- Rodrigo Ruiz - Carlos Fernández
- Ricardo Silva - Agustín Villagrán
- Carlos Durán - Don Federico Estrada
- Antonio Escobar - Rodrigo
- Lorena Tassinari - Reyna Sánchez (#1)
- Gabriela Arroyo - Reyna Sánchez (#2)
- Patricia Álvarez - Mimí
- José Luis Rojas - Hipólito 'Cachito'
- Anghel - Etelvina
- Alfonso Mier y Terán - Tobi Reyes Retana y de las Altas Torres
- Alejandro Villeli - Aristóteles
- Marita de Lara - Pocahontas
- José Antonio Iturriaga - Nemesio
- Anthony Álvarez - El Tiburón
- Laura Forastieri - Irene
- Luis Couturier - Anthony Wilson
- Marina Marín - Bety
- Rodrigo Abed - Gustavo
- Galilea Montijo - Lilí
- Ramón Valdés Urtiz - Jorgito Domensain
- Marco Antonio Regil - Toño
- Francisco Mendoza - Alex
- Salvador Garcini - Juan
- Vanessa Angers - Gema
- Dinorah Cavazos - Iris
- Annette Cuburu - Tracy (jovem)
- Jorge Becerril - Cuarto Round / José espinoza
- Oyuki Manjarrez - Lolita
- Fernando Manzano - Hidráulico
- Anadela - Trapezista
- Osvaldo Benavides - Chicles
- Zayda Castellón - Pascuala
- Ranferi Negrete - Damián
- Juan Romanca - Comandante Hugo Ortega
- Rodolfo de Alejandre - Pollo
- Sylvia Valdés - Ruperta
- Alberto Lotzin - Mordomo dos Reyes Retana e dos Altes Torres
- Jessidey Green
- Iván Perea - El Perico / Omar Sánchez
- Jeanette Candiani
- Mónica Prado - Mamá de Mimí
- Alejandro Ávila - Hugo
- Octavio Menduet - Comandante Torres
- Mariana Huerdo - Andrea
- Jonathan - Jonathan
- Archie Lafranco - Daniel

## Equipe de Produção
- Ideia original: Emilio Larrosa
- Escritores: Verónica Suárez, Alejandro Pohlenz
- Edição literária: Saúl Pérez Santana
- Tema musical: El premio mayor
- Autores: Emilio Larrosa, Miguel Escalante
- Intérprete: Laura León
- Ambientação: Guadalupe Frías
- Escenografía: José Luis Gómez Alegría
- Direção de arte: Ignacio Lebrija, Gerardo Gómez Lapena
- Design de vestuario: Martha Leticia Rivera, Miriam Guerrero, Diana Ávila
- Musicalizador: José de Jesús Ramírez
- Edição: Adrián Frutos Maza, Juan Carlos Frutos
- Coordenação administrativa: Elizabeth Olivares
- Chefe de locações: Sergio Sánchez
- Chefe de elenco: Rodrigo Ruiz
- Coordenação de produção: Víctor Vélez, Saúl Ibarra
- Chefes de produção: Claudia Colombón, Lourdes Salgado
- Gerente de produção: Arturo Pedraza Loera
- Diretor de câmeras em locação: Luis Monroy
- Diretor de cena em locação: Carlos Miguel
- Diretor de câmeras: Ernesto Arreola
- Diretor de cena: Salvador Garcini
- Produtor: Emilio Larrosa

## Prêmios e indicações

### Prêmio TVyNovelas de 1996
| Categoria             | Indicado(a)                                      | Resultado |
| --------------------- | ------------------------------------------------ | --------- |
| Lançamento masculino  | Carlos Bonavides                                 | Venceu    |
| Melhor ideia original | Emilio Larrosa Verónica Suárez Alejandro Pohlenz | Venceu    |
| Melhor cenografia     | Arq. José Luis Gómez Alegría                     | Venceu    |

### Prêmios ACE New York 1996
| Categoria               | Nomeado          | Resultado |
| ----------------------- | ---------------- | --------- |
| Figura masculina do ano | Carlos Bonavides | Venceu    |
| Figura feminina do ano  | Laura León       | Venceu    |